# The Book of Taliesyn
The Book of Taliesyn é o segundo álbum de estúdio da banda de rock inglesa Deep Purple, gravado apenas três meses depois de Shades of Deep Purple e lançado pela Tetragrammaton Records em outubro de 1968, pouco antes de sua primeira turnê pelos Estados Unidos. O nome do álbum foi retirado do Livro de Taliesin, do século XIV.
A estrutura do álbum é semelhante à do primeiro, com quatro músicas originais e três covers rearranjados; no entanto, as faixas são mais longas, os arranjos mais complexos e o som mais polido do que em Shades of Deep Purple. O estilo musical é uma mistura de rock psicodélico, rock progressivo e hard rock, com várias inserções de música clássica arranjadas pelo tecladista da banda, Jon Lord.
A gravadora americana do Deep Purple visava o público hippie, que era muito influente nos EUA na época, mas os resultados do álbum e dos singles nas paradas não foram tão altos quanto o esperado. Esse contratempo não impediu o sucesso da turnê de três meses pelos EUA, quando a banda tocou em muitos locais e festivais importantes e recebeu feedback positivo do público e da imprensa. O Deep Purple ainda era uma banda underground que tocava em pequenos clubes e faculdades no Reino Unido, amplamente ignorada pela mídia e pelo público. A gravadora britânica EMI só lançou The Book of Taliesyn em junho de 1969, pela nova subgravadora de rock progressivo underground Harvest Records, e o álbum não entrou nas paradas. Mesmo com o lançamento do novo single "Emmaretta" e as novas datas no Reino Unido no verão de 1969, não aumentaram as vendas do álbum ou a popularidade do Deep Purple no Reino Unido. A percepção do álbum mudou nos últimos anos e ele foi avaliado de forma mais favorável.

## Antecedentes
Minha principal reclamação sobre o Deep Purple é que quando conseguimos algum sucesso, o que aconteceu muito, muito rápido depois que começamos, fomos obrigados a trabalhar até a morte pela gerência e pela gravadora.

– Nick Simper (1998)
O Deep Purple foi contratado para uma longa turnê pelos Estados Unidos, começando em outubro de 1968, como resultado do sucesso inesperado nos Estados Unidos e Canadá de seu primeiro álbum Shades of Deep Purple, liderado pelo single de sucesso "Hush". O single, lançado em junho, alcançou a quarta posição na parada de singles dos Estados Unidos e a segunda no Canadá e foi o principal motivo de sua popularidade repentina no exterior. A situação era bem oposta em casa, onde a banda foi duramente criticada pela mídia e pelo público.
Em julho, a banda e a equipe se mudaram de West Sussex para Londres. Sua administração alugou uma casa na 13 Second Avenue, Acton Vale, que foi usada como alojamento e para se preparar para a próxima turnê pelos Estados Unidos quando eles não estavam fora para shows ou promoção. O guitarrista Ritchie Blackmore foi morar lá com sua noiva alemã Babs Hardie.
Os executivos da Tetragrammaton Records, gravadora americana do Deep Purple, acharam que seria mais lucrativo ter um novo álbum para promover durante a turnê pelos Estados Unidos, além do já bem-sucedido Shades of Deep Purple. Além disso, as oito faixas gravadas em maio para o álbum de estreia do Deep Purple e tocadas ao vivo nos shows britânicos de julho e agosto foram consideradas insuficientes para seus shows como atração principal nos Estados Unidos. Por essas razões, eles foram empurrados de volta para o estúdio apenas alguns meses antes do início da turnê, embora seu álbum de estreia ainda não tivesse sido lançado no Reino Unido.

## Composição e gravação
O pedido da gravadora para gravar um novo álbum apenas três meses após sua estreia encontrou a banda despreparada, porque a intensa atividade após o lançamento de Shades of Deep Purple deixou muito pouco tempo para escrever e ensaiar novas músicas. Sob pressão, os músicos eventualmente criaram quatro longas composições originais, mas para preencher o novo álbum, eles retrabalharam e expandiram três covers, seguindo novamente o exemplo da banda americana Vanilla Fudge, que muitos membros da banda admiravam. A primeira foi "Kentucky Woman", um single de sucesso de Neil Diamond em 1967, que o Deep Purple tocou ao vivo em uma sessão da BBC em agosto. Embora a música tenha sido escrita por Diamond, a versão do Deep Purple musicalmente se inclina para o estilo da gravação de Mitch Ryder de "Devil with a Blue Dress On". O segundo cover foi "River Deep – Mountain High", um single lançado por Ike & Tina Turner em 1966. Finalmente, a canção dos Beatles de 1965 "We Can Work It Out" foi escolhida depois que o próprio Paul McCartney teria expressado apreciação pela versão do Deep Purple de "Help!".
No dia primeiro de agosto de 1968, o Deep Purple entrou no De Lane Lea Studios em Kingsway, Londres, com o produtor Derek Lawrence e o engenheiro de som Brian Aintsworth, que haviam trabalhado em seu álbum anterior. O adiantamento de US$250.000 do Tetragrammaton foi usado para reservar duas semanas no estúdio, um tempo que cobriu composição, ensaios e sessões de gravação. O tempo foi concedido em uma quantia maior do que para a produção de Shades of Deep Purple em maio, alimentando a ambição da banda de criar um material original melhor do que seu esforço anterior.
O Deep Purple gravou "Shield" e "Anthem" no primeiro dia. Na primeira música, Ian Paice toca um padrão complexo de bateria que soa como um choque repetido de objetos de vidro, enquanto a segunda exigiu um quarteto de cordas para o interlúdio em estilo barroco no meio. Nos dias seguintes, eles prosseguiram com a composição e gravação de "Exposition/We Can Work It Out" e da faixa original "Listen, Learn, Read On" (uma música que menciona o título do álbum "The Book of Taliesyn" na letra). Em 19 de agosto, eles concluíram essas sessões com a gravação de "Kentucky Woman" e do instrumental pesado e acelerado "Wring That Neck", que surgiu de uma estreita colaboração entre Blackmore e o baixista Nick Simper. O nome "Wring That Neck" vem de uma frase que a banda usava quando tocava ao vivo, descrevendo o baixista ou guitarrista realmente explodindo em seus instrumentos para criar um ruído forte (ou seja, apertando ou "torcendo" o braço da guitarra). Outra instrumental chamada "Playground" foi escrita e gravada em 18 de agosto, mas a letra nunca foi concluída e acabou sendo descartada. "River Deep - Mountain High" sempre foi planejada como a faixa final, então sua gravação foi adiada até que as outras faixas fossem concluídas. O perfeccionismo dos músicos exigiu tempo extra para concluir a faixa e ela foi gravada apenas em 10 de outubro, muito tempo depois do prazo planejado para gravação em estúdio.
A mixagem deveria ser supervisionada pelos membros da banda, mas sua agenda em outubro estava tão apertada que Lawrence fez isso sem eles. Isso desanimou a banda no início, mas o som ficou mais limpo, mais pesado e mais polido do que em sua estreia. As fitas foram mixadas em mono e estéreo, mas as fitas mono foram descartadas, já que nem a Tetragrammaton nem a EMI, a gravadora britânica do Deep Purple, tinham qualquer utilidade para elas.

## Lançamento
O álbum foi lançado nos Estados Unidos em outubro de 1968, bem a tempo para a turnê. A gravadora americana insistiu em mudar o título do instrumental "Wring That Neck", considerado violento demais, para "Hard Road". A faixa foi usada como lado B do single "Kentucky Woman", lançado em outubro de 1968. The Book of Taliesyn alcançou a posição 54 na parada dos EUA e a posição 48 na parada canadense. O single alcançou a posição 38 nos EUA e recebeu muita transmissão, mas não replicou o sucesso de "Hush".

Éramos um grande negócio na América, a EMI não fazia nada; eles eram caras velhos e estúpidos.

– Nick Simper
Na tentativa de melhorar as vendas do álbum, uma versão mais curta e bastante editada de "River Deep - Mountain High" foi lançada como single exclusivamente nos Estados Unidos e Canadá em fevereiro de 1969, com "Listen, Learn, Read On" como lado B. Alcançou as posições 53 e 42, respectivamente, nos dois países e não foi um sucesso, ficando abaixo de "Kentucky Woman". O álbum foi distribuído no Canadá (em 1968) e no Japão (em junho de 1969) pela Polydor Records.
A EMI adiou o lançamento do álbum no Reino Unido para junho de 1969, depois que a banda voltou dos Estados Unidos e organizou uma turnê adequada em seu país de origem. Naquela época, a banda já havia gravado e lançado seu terceiro álbum Deep Purple nos Estados Unidos e gravado um single com uma nova formação. The Book of Taliesyn foi o primeiro lançamento da Harvest Records, uma nova subgravadora que os executivos da EMI criaram como uma saída para grupos britânicos de rock progressivo underground. "Kentucky Woman", com "Wring That Neck" como lado B, foi o único single lançado no Reino Unido em dezembro de 1968, mas foi aposentado após apenas seis semanas. Assim como aconteceu com Shades of Deep Purple no ano anterior, tanto o álbum quanto o single receberam pouca promoção e foram amplamente esquecidos, vendendo muito menos no Reino Unido do que no exterior.
The Book of Taliesyn foi relançado muitas vezes em todo o mundo, muitas vezes em um conjunto com os outros dois álbuns gravados pela formação Mk. I. Além das edições originais, a versão mais significativa do álbum é a edição remasterizada em CD de 2000 pela EMI, que contém gravações inéditas retiradas das sessões de agosto e dezembro de 1968 e de aparições em programas de TV como faixas bônus. Todas as músicas foram remasterizadas digitalmente por Peter Mew no Abbey Road Studios em Londres. Outros relançamentos notáveis do álbum incluem uma edição de colecionador em vinil branco lançada em 2015 para um Record Store Day.

## Estilo musical
O estilo musical de The Book of Taliesyn é uma mistura de rock progressivo, rock psicodélico e hard rock e diferentes observadores acham que neste álbum a banda está mais madura e em maior controle de seus próprios meios de expressão. Os críticos destacam como as composições são geralmente mais longas e complexas do que em seu álbum de estreia. O biógrafo do Deep Purple, Dave Thompson, escreve que um clima sombrio permeia The Book of Taliesyn com pouca indulgência ao pop rock, citando influências da banda americana The Doors nas faixas originais escritas para este álbum.
A influência da educação musical clássica do tecladista Jon Lord é sentida fortemente em todas as faixas, mas desta vez ele não foi o principal responsável pela composição e arranjos, que são considerados pelos críticos o primeiro esforço real do grupo Deep Purple. O interesse de Lord em misturar rock e música clássica culminaria no final de 1969 com sua suíte Concerto for Group and Orchestra, mas ele já definiu o Deep Purple como uma banda de rock sinfônico em uma entrevista de 1968. Nick Simper reclamou da influência excessiva de Lord na composição e arranjos em uma entrevista de 1983, o que ele disse que "resultou em uma falta de direção para a banda". "Anthem" é talvez a aventura mais profunda da banda na música clássica em um álbum de estúdio regular, com seu interlúdio em estilo barroco que lembra uma fuga de Bach escrita por Lord e executada usando Mellotron e quarteto de cordas. Uma abordagem semelhante pode ser encontrada no álbum de estreia do King Crimson, lançado um ano depois. Trechos rearranjados do segundo movimento da Sinfonia n.º 7 de Beethoven e da Abertura-Fantasia de Tchaikovsky "Romeu e Julieta" estão na introdução instrumental "Exposition", enquanto "River Deep, Mountain High" é introduzido pelas notas de "Also sprach Zarathustra", escrito em 1896 por Richard Strauss e muito popular após sua inclusão no filme 2001: Uma Odisseia no Espaço, exibido anteriormente em 1968.
"Wring that Neck" e "Kentucky Woman" mostram mais traços da música mais pesada que a banda adotaria em seus álbuns dos anos 70 com a formação Mk.II. O trabalho de guitarra de Blackmore é geralmente elogiado pelos críticos. No entanto, em uma entrevista recente, o guitarrista definiu o álbum como "ruim" e lembrou que ainda não havia encontrado seu próprio estilo de tocar guitarra na época da gravação.
As letras escritas pelo vocalista da banda, Rod Evans, são muito funcionais para a música e o marketing que a gravadora Deep Purple estava construindo para o público hippie americano. Evans se inspirou para o tema de fantasia "Listen, Learn, Read On", que contém referência lírica ao título do álbum, no manuscrito galês do século XIV Livro of Taliesin, uma coleção de poemas atribuídos ao poeta do século VI Taliesin. O título e a arte da capa do álbum também foram inspirados no manuscrito. Em vez disso, a psicodelia e seus rituais desempenham um grande papel nas letras de "Shield". Simper acha que as letras de Evans são "muito melhores do que qualquer coisa ... já foi escrita em outras formações, no Deep Purple."

## Arte da capa
A arte da capa e as notas da capa transmitem a decisão do Tetragrammaton de direcionar o álbum ao vasto público hippie americano, que era muito influente nos EUA na época. As notas em particular foram escritas em um tom místico, evocando o bardo Taliesyn como um guia espiritual e comparando a audição das músicas a uma exploração nas almas dos membros da banda. A capa original foi desenhada em caneta, tinta e cor pelo ilustrador e autor britânico John Vernon Lord, que coincidentemente parece compartilhar o mesmo nome do tecladista do Deep Purple. The Book of Taliesyn foi a única capa de disco que John Vernon Lord já projetou e, de acordo com o recente livro retrospectivo do artista, Drawing upon Drawing, a arte original nunca foi devolvida. Em seu livro, John Vernon Lord lembra da tarefa recebida de sua agência Saxon Artists:
| “ | O agente me deu o título dizendo que o diretor de arte queria um "toque arturiano de fantasia" e que incluísse letras manuscritas no título e nos nomes dos músicos. Eu me inspirei principalmente no Livro de Taliesin, uma coletânea de poemas que se acredita ter sido escrita pelo bardo galês Taliesin, do século VI. | ” |

A taxa pelo trabalho era de £ 30, menos 25% para o agente. John Vernon Lord foi, até 1999, Professor de Ilustração na Universidade de Brighton.

## Recepção crítica
| Críticas profissionais           | Críticas profissionais |
| Avaliações da crítica            | Avaliações da crítica  |
| Fonte                            | Avaliação              |
| -------------------------------- | ---------------------- |
| AllMusic                         | [ 40 ]                 |
| PopMatters                       | [ 44 ]                 |
| Collector's Guide to Heavy Metal | 5/10                   |

Os álbuns e singles do Deep Purple foram quase completamente ignorados no Reino Unido, um fato que intrigou os repórteres americanos. Em uma entrevista, Simper tentou explicar sua falta de sucesso em seu país de origem, dizendo que o público britânico estava mais interessado em uma apresentação sofisticada do que em música e que o blues rock "estava se tornando muito grande" na época na Inglaterra. John Peel, chefe do programa de rádio Top Gear, que conheceu a banda em 1968 e tinha grandes expectativas para The Book of Taliesyn, não ficou muito satisfeito com o resultado final:
| “ | O grupo fez coisas excelentes para a Radio One e eles empolgam quando tocam ao vivo. Não entendo onde este disco errou, é tudo muito contido de alguma forma. Eles gravaram "Wring That Neck" muito melhor para um Top Gear recente. | ” |

Os críticos americanos ficaram entusiasmados com as apresentações ao vivo do Deep Purple e a falta de um novo single de sucesso aparentemente não arruinou a percepção positiva da banda nos EUA, a ponto de eles serem frequentemente chamados de uma banda americana. Os membros da banda até pensaram em transferir sua residência para os Estados Unidos, mas abandonaram a ideia quando souberam que Paice, de 21 anos, poderia ser convocado para a Guerra do Vietnã.
As críticas modernas do álbum vão de positivas a mistas. Joe Viglione, da AllMusic, compara a produção do Deep Purple à do Vanilla Fudge, destacando como as duas bandas fizeram covers de músicas dos mesmos autores e usaram arranjos semelhantes. Ele escreve que em The Book of Taliesyn o Deep Purple se voltou mais para o rock progressivo do que suas contrapartes americanas, combinando letras significativas e "passagens musicais inovadoras". Pelo contrário, o PopMatters critica as letras de "Spinal Tapish" e a falta de material de sucesso no álbum, com exceção de "Wring That Neck", considerada "talvez a primeira composição real do Deep Purple". Os críticos do Blogcritics enfatizam como o material original, e "Wring That Neck" em particular, "resiste bem ao teste do tempo". No entanto, Greg Barbrick acha "as inclinações clássicas de Jon Lord (...) um pouco demais" em faixas como "Exposition" e "Anthem", onde elas "ameaçam descarrilar os procedimentos". O jornalista canadense Martin Popoff em seu Collector's Guide to Heavy Metal descreveu o som do álbum como uma mistura de hard rock e rock psicodélico geralmente associado a bandas como Mad River e The 13th Floor Elevators. Ele achou The Book of Taliesyn muito semelhante em estrutura e apenas "um pouco mais sombrio, mais bombástico e teatral" do que seu antecessor, e considerou a música "Shield" uma "joia enterrada".

## Turnê
O Deep Purple chegou à Califórnia em 15 de outubro de 1968 e sua primeira aparição pública em solo americano foi no programa de TV The Dating Game, na ABC, em 17 de outubro. Eles foram a primeira banda de rock a se apresentar no programa, onde Jon Lord foi um dos concorrentes. Nos dois dias seguintes, a banda tocou ao vivo nos Estados Unidos pela primeira vez como banda de apoio do Cream em sua turnê Goodbye. Os shows foram realizados no Inglewood Forum, perto de Los Angeles, Califórnia, diante de mais de 16.000 pessoas todas as noites. As gravações desses shows ao vivo foram lançadas em 2002 como Inglewood - Live in California. O próximo show em San Diego foi o último de apoio ao Cream, cuja administração aparentemente não apreciou a reação alegre do público ao Deep Purple e os dispensou. Após uma semana de parada forçada, seu empresário americano conseguiu organizar uma turnê que incluía o San Francisco International Pop Festival e locais na Costa Oeste. Esta oportunidade foi muito útil para os jovens músicos, que como atrações principais podiam estender seus shows ao vivo em até 90 minutos e ganharam experiência muito necessária na estrada. Isso foi particularmente verdadeiro para Blackmore, que desenvolveu e estendeu seus solos de guitarra, incorporando mais improvisações.
A turnê foi um sucesso e a popularidade do Deep Purple nos EUA recebeu outro impulso com uma aparição na TV no Playboy After Dark ao lado de Hugh Hefner em 23 de outubro de 1968. A banda se tornou um ato muito solicitado e mais datas foram adicionadas na Costa Leste até o final do ano, incluindo um show de duas noites no Fillmore East com Creedence Clearwater Revival e a James Cotton Blues Band, e shows de Natal no famoso clube Electric Circus em Nova Iorque.
No final de dezembro, os empresários da banda Tony Edwards e John Coletta reservaram um tempo de estúdio em Nova York para gravar um novo single, após o relativo fracasso de "Kentucky Woman" e "River Deep, Mountain High". A banda gravou um cover da música "Oh No" de Mike Condello e tentou "Lay Lady Lay" de Bob Dylan e "Glory Road" de Neil Diamond, sem resultados satisfatórios. A gravadora não publicou essas gravações, mas uma versão sobrevivente de "Oh No" originada do acetato do próprio Nick Simper pode ser ouvida na edição remasterizada de 2000 de The Book of Taliesyn. A faixa na remasterização é intitulada "Oh No No No", mas Ben E. King é erroneamente atribuído como o artista original, enquanto "Russell / Leander" são erroneamente creditados pela composição.
A banda retornou à Inglaterra em 3 de janeiro de 1969 e foi direto para o De Lane Lea Studios para gravar novas músicas. As sessões de gravação foram intercaladas com shows e duraram de janeiro a março; a maioria das músicas acabou em seu álbum homônimo, que seria lançado pela Tetragrammaton nos Estados Unidos apenas em junho de 1969.
O Deep Purple estreou o novo single "Emmaretta", novo material e novas versões de músicas de seus álbuns lançados nas sessões da BBC para o programa de rádio Top Gear em 14 de janeiro. A música "Hey Bop a Re Bop" tocada nessas sessões mais tarde se tornaria "The Painter". A partir do dia primeiro de fevereiro, a banda saiu em turnê pela Dinamarca e pelo Reino Unido, com shows em faculdades e pequenos clubes. Em uma entrevista, a banda comentou que, em comparação com o que ganhavam na América, "eles estavam na verdade perdendo alguns milhares de libras todas as noites que tocavam na Grã-Bretanha". O último show no Reino Unido foi em 22 de março e em 1º de abril de 1969 a banda estava novamente em turnê pelos EUA, apesar da falta de um novo álbum para promover. Foi nessa época que Blackmore e Lord decidiram mudar o estilo musical do Deep Purple, rumando para o hard rock, o que levou à demissão de Evans e Simper em julho.
Quando The Book of Taliesyn foi finalmente lançado no Reino Unido em junho de 1969, mais algumas datas no país de origem da banda foram adicionadas para promover o lançamento do álbum, mesmo que a formação do Mk.II com os novos membros Ian Gillan e Roger Glover já estivesse ensaiando e gravando novo material em segredo.
As músicas deste álbum foram tocadas regularmente pela formação do Mk. I. As exceções foram "Exposition/We Can Work It Out" e "Anthem", cujos arranjos complexos não podiam ser facilmente reproduzidos ao vivo. A formação do Mk. II tocou "Kentucky Woman" em seus primeiros shows, mas a retirou do repertório junto com as poucas outras músicas dos três primeiros álbuns, em favor de novo material. Apenas a instrumental "Wring That Neck" permaneceu como um grampo das performances do Deep Purple por alguns anos, servindo como uma moldura para as longas improvisações de Blackmore e Lord e retornando ao repertório da formação atual na década de 2000.

## Faixas
Todos os créditos são adaptados dos lançamentos originais.
| Lado um |                                                                  |                                                   |         |  |
| N.º     | Título                                                           | Compositor(es)                                    | Duração |  |
| 1.      | "Listen, Learn, Read On"                                         | Ritchie Blackmore, Rod Evans, Jon Lord, Ian Paice | 4:05    |  |
| 2.      | "Wring That Neck" (instrumental, intitulado "Hard Road" nos EUA) | Blackmore, Nick Simper, Lord, Paice               | 5:13    |  |
| 3.      | "Kentucky Woman" (cover de Neil Diamond)                         | Neil Diamond                                      | 4:44    |  |
| 4.      | "" (cover dos Beatles)                                           | Blackmore, Simper, Lord, Paice Lennon–McCartney   | 7:06    |  |

| Lado dois |                                                           |                                           |         |  |
| N.º       | Título                                                    | Compositor(es)                            | Duração |  |
| 5.        | "Shield"                                                  | Blackmore, Evans, Lord                    | 6:06    |  |
| 6.        | "Anthem"                                                  | Lord, Evans                               | 6:31    |  |
| 7.        | "River Deep - Mountain High" (cover de Ike & Tina Turner) | Jeff Barry, Ellie Greenwich, Phil Spector | 10:12   |  |

| Faixas bônus da edição em CD remasterizada |                                                                               |                                                               |         |  |
| N.º                                        | Título                                                                        | Compositor(es)                                                | Duração |  |
| 8.                                         | "Oh No No No" (outtake de estúdio, título original "Oh No", dezembro de 1968) | Mike Condello                                                 | 4:25    |  |
| 9.                                         | "It's All Over" (sessão da BBC Top Gear; 14 de janeiro de 1969)               | Bert Berns (também conhecido como Bert Russell), Mike Leander | 4:14    |  |
| 10.                                        | "Hey Bop a Re Bop" (sessão da BBC Top Gear; 14 de janeiro de 1969)            | Blackmore, Evans, Lord, Paice                                 | 3:31    |  |
| 11.                                        | "Wring That Neck" (sessão da BBC Top Gear; 14 de janeiro de 1969)             | Blackmore, Simper, Lord, Paice                                | 4:42    |  |
| 12.                                        | "Playground" (remixagem instrumental de estúdio; 18 de agosto de 1968)        | Blackmore, Simper, Lord, Paice                                | 4:29    |  |

## Créditos

#### Deep Purple
- Ritchie Blackmore - guitarra
- Jon Lord - Órgão Hammond, teclados, vocal de apoio, arranjos em "Anthem"
- Ian Paice - Bateria
- Rod Evans - vocal principal
- Nick Simper - baixo, vocal de apoio

#### Créditos adicionais
- Derek Lawrence - produtor, mixagem
- Barry Ainsworth - engenheiro
- Peter Mew - restauração e remasterização no Abbey Road Studios, Londres (2000)

## Desempenho comercial
Álbum
| Parada (1969)                  | Posição |
| ------------------------------ | ------- |
| Estados Unidos (Billboard 200) | 54      |

Singles
Kentucky Woman
| Parada (1969)                      | Posição |
| ---------------------------------- | ------- |
| Estados Unidos (Billboard Hot 100) | 38      |

River Deep - Mountain High
| Parada (1969)                      | Posição |
| ---------------------------------- | ------- |
| Estados Unidos (Billboard Hot 100) | 53      |